# Полухов, Эльхан Полух оглы
Полухов, Эльхан Полух оглы (азерб. Elxan Poluxov) — азербайджанский дипломат, Чрезвычайный и полномочный посол Азербайджана в Египте.

## Биография
Эльхан Полух оглы Полухов родился в селе Садахло Марнеульского района Грузинской ССР.

## Деятельность
В 2009 году Эльхан Полухов был назначен руководителем Пресс-службы Министерства иностранных дел Азербайджанской Республики.
16 августа 2011 года Эльхан Полух оглу Полухов указом президента Азербайджанской Республики Ильхама Алиева, был назначен чрезвычайным и полномочным послом Азербайджанской Республики в Южно-Африканской Республике. 21 декабря 2016 года Эльхан Полухов назначен чрезвычайным и полномочным послом Азербайджанской Республики в Бразилии.
19 августа 2022 года Эльхан Полухов был отозван с должности чрезвычайного и полномочного посла Азербайджанской Республики в Федеративной Республике Бразилия, а также в Республике Эквадор, Кооперативной Республике Гайана, Республике Суринам и Республике Тринидад и Тобаго.
17 октября 2022 года Эльхан Полухов был назначен чрезвычайным и полномочным послом Азербайджанской Республики в Арабской Республике Египет.